# Fågelmossen
Fågelmossen är ett naturreservat, ett domänreservat och ett Natura 2000-område i norra delen av Kristbergs socken, Motala kommun, Östergötlands län.

## Belägenhet
Fågelmossens naturreservat ägs av Sveaskog AB och förvaltas av Länsstyrelsen Östergötland. Området är beläget på Karlsby kronopark ca 6 km nordost om Karlsby och mitt i Motala kommuns sprickdalslandskap.

## Omväxlande torra och fuktiga partier
Fågelmossen blev domänreservat 1937 och naturreservat 1995. Den centrala delen av det 44 hektar stora reservatet består av fuktig, mossbeklädd myrmark. Där växer bland annat olika vitmossor, björnmossor, vattenklöver, skvattram, hjortron och sileshår. Den andra hälften av området utgörs av gammal skog som omger myrmarkerna. De magra och torra höglänta delarna varvas med fuktiga sprickdalssänkor. På de torra markerna växer tall, medan gran dominerar i de fuktigare områdena. Kombinationen av gammal skog med gamla tallar och öppna fuktiga myrmarker gör Fågelmossen till ett attraktivt tillhåll för tjäder och orre. Här finns även pärluggla och sparvuggla.

## Kolbotten och kolarkoja
En parkeringsplats med bland annat en gammal kolbotten och kolarkoja finns vid vägen direkt norr om reservatet. En 2,5 km lång vandringsled är iordningställd.